# Vrtoče (Bosanski Petrovac)
Pour les articles homonymes, voir Vrtoče.
Vrtoče (en serbe cyrillique : Врточе) est un village de Bosnie-Herzégovine. Il est situé dans la municipalité de Bosanski Petrovac, dans le canton d'Una-Sana et dans la fédération de Bosnie-et-Herzégovine. Selon les premiers résultats du recensement bosnien de 2013, il compte 188 habitants.

## Démographie

### Évolution historique de la population
| 1948 | 1953 | 1961 | 1971 | 1981 | 1991 | 2013 |
| ---- | ---- | ---- | ---- | ---- | ---- | ---- |
| -    | -    | 826  | 702  | 558  | 429  | 188  |

|  |

### Communauté locale
En 1991, la communauté locale de Vrtoče comptait 689 habitants, répartis de la manière suivante :